# Xoán Ignacio Taibo
Xoán Ignacio Taibo (Madrid, 31 de març de 1949) és un escriptor i sociòleg gallec, germà de Carlos Taibo.
Nascut de pares emigrants a Madrid, va prendre contacte amb la cultura gallega a Madrid i, al1976, es va establir a Galícia. Al 1975 va publicar la seva primera obra literària, Os inmortais, una recopilació de tres relats. Amb la novel·la Homes de ningures apareguda en 1978, va guanyar el Premi de la Crítica de narrativa gallega. El 1980 fou un dels fundadors de l'Associació d'Escriptors en Llengua Gallega (AELG). En 1981 va publicar A semancia i Calendario de brétemas mañanceiras na miña praia atlántica, on recull 14 relats. Diversos dels seus relats van resultar guanyadors dels premis Modesto R. Figueiredo com A enquisa en 1976 i Pacífico Sul en 1979.

## Obra en gallec

### Narrativa
- Os inmortais, 1975, Editorial Castrelos.
- O fotógrafo, 1977, Limbo.
- Homes de ningures, 1978, Edicións do Rueiro.
- Calendario de brétemas mañanceiras na miña praia atlántica, 1981, Akal.
- A semancia, 1981, Xerais.
- Doncos, o pacífico, 1987, Sotelo Blanco.
- Informe bestiario, 1991, Laiovento.
- A ponliña irlandesa, 1997, Edicións do Castro.
- Por tras dos meus ollos, 1999, Sotelo Blanco.
- Salvador de Occidente, 2000, Ir Indo.
- Flor do grelo, 2008, Laiovento.
- As boas familias, 2014, Toxosoutos.

### Obres col·lectives
- Catro narracións, 1977, Edicións do Castro.
- Os partidos políticos na Galiza, 1977, Edicións do Rueiro. Amb Manuel Rivas.
- A fundición e outras narracións, 1978, Edicións do Castro.
- O relato breve. Escolma dunha década (1980-1990), 1990, Galaxia.
- Premios Pedrón de Ouro. Certames XVI (1990) e XVII (1991), 1992, Edicións do Castro.
- Novo do trinque, 1997, BNG.
- Novos exercicios de estilo, 2000, Universidade da Coruña.
- Alma de beiramar, 2003, Asociación de Escritores en Lingua Galega.
- A Coruña á luz das letras, 2008, Trifolium.
- No tempo de Follas novas. Unha viaxe pola literatura universal, 2015, Alvarellos.

## Obra en castellà

### Traducció
- Vinícius de Moraes, 1983, Júcar.

## Premis
- Premi Modesto R. Figueiredo de 1975, per A enquisa.
- Accèssit del Premi Modesto R. Figueiredo de 1976, per O leito (esbozo para unha historia que nunca existiu).
- Premio de Crítica Espanyola do 1978, per Homes de ningures.
- Premi Mesón do Labrego de l'Editorial Limbo no 1978, per O fotógrafo.
- Premi Modesto R. Figueiredo de 1979, per Pacífico Sul.
- Accèssit del Premi Modesto R. Figueiredo de 1979, per Saga dos mil e un mortos.
- Premi Carvalho Calero del Concello de Ferrol de 1990, per Informe bestiario.
- Accèssit del Premi Modesto R. Figueiredo de 1990, per Libélulo cabálulo do demo.
- Segon premi del Premi Modesto R. Figueiredo de 1994, per Don Ninguén.
- Finalista drl premi Eixo Atlântico de 1998, per Por tras dos meus ollos.